# Jerson Cabral
Jerson Cabral (Rotterdam, 3 januari 1991) is een Nederlands voetballer die bij voorkeur als vleugelaanvaller speelt. 

## Carrière

### Jeugd
De tweeling Jerson en Jercely Cabral groeide op in Rotterdam West. Jercely speelde als doelman en zou in de jeugdopleiding van Excelsior terechtkomen. Hij is uiteindelijk niet ver gekomen met voetbal en gestopt. Jerson werd op zevenjarige leeftijd gescout door Feyenoord. Heeft bij een aantal clubs gespeeld maar is nooit echt doorgebroken als prof.
De vader en moeder van Cabral zijn van Kaapverdische afkomst.

### Feyenoord
Vanaf 1998 doorliep Cabral alle jeugdelftallen van Feyenoord vanaf de F-jeugd. Aan het eind van seizoen 2009/10 sloot hij aan bij het eerste elftal van Feyenoord. Zijn debuut maakt hij het volgende seizoen op zondag 8 augustus 2010 in de met 3-1 gewonnen wedstrijd tegen FC Utrecht.
Op zondag 14 november 2010 maakte Jerson zijn eerste officiële Eredivisiedoelpunt in de wedstrijd tegen SC Heerenveen, die eindigde in een 2-2 gelijkspel. Voor het tweede deel van zijn debuutseizoen huurde Feyenoord de Japanner Ryo Miyaichi van Arsenal FC, aan wie Cabral zijn basisplaats verloor. Desondanks speelde Cabral dit seizoen 23 keer, waarin hij enkel in het duel met Heerenveen het doel wist te vinden.
In de voorbereiding op het seizoen 2011/12 gaf Cabral aan dat wanneer Feyenoord Miyaichi opnieuw zou huren, hij liever (tijdelijk) naar een andere club zou gaan om alsnog aan speelminuten te kunnen komen. Wanneer Miyaichi in Engeland een werkvergunning zou krijgen en zo speelgerechtigd zou zijn voor zijn club Arsenal, zouden er weer mogelijkheden zijn voor Cabral om een basisplaats bij Feyenoord te veroveren.
Cabral scoorde twee keer en gaf een assist op Leroy Fer in een met 3-0 gewonnen wedstrijd thuis tegen Roda JC Kerkrade . Het leverde Cabral een verkiezing op tot speler van de week bij zowel Voetbal International als  het Algemeen Dagblad.

### FC Twente
Op 31 augustus 2012 tekende Cabral een vierjarig contract bij FC Twente. Hij werd betrokken in een spelersruil met Wesley Verhoek. Cabral kreeg rugnummer 11 toegewezen. De buitenspeler speelde op 26 september 2012 zijn eerste duel in dienst van FC Twente. In het bekerduel tegen RVVH (1-0 winst) speelde Cabral negentig minuten mee. Een week later debuteerde de aanvaller in de Europa League tegen Helsingborgs IF (2-2). Cabral maakte zijn competitiedebuut voor FC Twente op 7 oktober 2012. Tijdens het met 3-0 gewonnen duel tegen AZ kwam Cabral in de 83ste minuut het veld in als vervanger van Edson Braafheid. Hij kwam echter weinig aan spelen toe in Enschede.
In het seizoen 2013/14 speelde Cabral op huurbasis voor ADO Den Haag. Hij verwierf ook hier geen basisplaats en kwam in totaal slechts tot veertien optredens in de competitie. In de zomer van 2014 keerde Cabral terug bij Twente. Hier leek zijn zijn rol in het eerste elftal uitgespeeld en werd hij aan de selectie van Jong FC Twente toegevoegd, waarvoor hij één wedstrijd in actie kwam. In september 2014 vertrok hij wederom op huurbasis, dit maal naar Willem II. Bij Willem II speelde hij 17 wedstrijden, waarin hij 2 keer tot scoren kwam.
Nadat FC Twente in de zomer van 2015 moest saneren, werd hij weer toegevoegd aan de selectie van het eerste elftal van de Tukkers. Nadat trainer Alfred Schreuder ontslagen werd, kreeg hij onder diens vervanger René Hake een basisplaats toegekend. Gedurende het seizoen 2015/16 kwam hij zo tot 24 competitiewedstrijden, zijn hoogste aantal in vier jaar.

### Latere carrière
Nadat Cabrals contract bij FC Twente op 1 juli 2016 afliep, was hij transfervrij. Hij tekende in juli vervolgens een contract tot medio 2019 bij SC Bastia, de nummer tien van de Ligue 1 in het voorgaande seizoen. Daar kwam hij in zijn eerste zes maanden zes keer in actie. Bastia verhuurde hem in januari 2017 voor een halfjaar aan Sparta Rotterdam. Bastia ging na het seizoen 2016/17 failliet en Cabral verbond zich in september 2017 aan het Bulgaarse Levski Sofia. Medio 2019 verkaste hij naar Cyprus bij Paphos FC. In het seizoen 2021/22 speelde hij in Griekenland voor Ionikos. In januari 2023 keerde hij terug bij Ionikos. In oktober 2023 sloot hij aan bij PS Kalamata. In januari 2025 tekende hij een contract op amateurbasis bij FC Volendam. Hij kwam in het restant van de jaargang 2024/25 (mede door blessureleed) eenmaal als invaller in actie voordat FC Volendam op 14 april 2025 promotie naar de Eredivisie bewerkstelligde. Nadat Volendam een aantal weken later ook de titel had veiliggesteld, mocht Cabral in de seizoensafsluiter tegen FC Dordrecht nog eenmaal invallen van trainer Rick Kruys.

## Interlandcarrière
Cabral speelde verschillende interlands voor jeugdelftallen van Nederland, waaronder voor Jong Oranje. In 2016 werd hij éénmalig opgeroepen voor het Kaapverdisch voetbalelftal, maar kwam niet in actie.

## Clubstatistieken
| Seizoen | Club               | Competitie     | Competitie | Competitie | Beker | Beker | Overig | Overig | Totaal | Totaal |
| Seizoen | Club               | Competitie     | Wed.       | Dlp.       | Wed.  | Dlp.  | Wed.   | Dlp.   | Wed.   | Dlp.   |
| ------- | ------------------ | -------------- | ---------- | ---------- | ----- | ----- | ------ | ------ | ------ | ------ |
| 2010/11 | Feyenoord          | Eredivisie     | 23         | 1          | 1     | 0     | 1      | 0      | 25     | 1      |
| 2011/12 | Feyenoord          | Eredivisie     | 28         | 7          | 2     | 0     | 0      | 0      | 30     | 7      |
| 2012/13 | Feyenoord          | Eredivisie     | 1          | 0          | 0     | 0     | 1      | 0      | 2      | 0      |
| 2012/13 | FC Twente          | Eredivisie     | 9          | 0          | 2     | 0     | 3      | 0      | 14     | 0      |
| 2013/14 | → ADO Den Haag     | Eredivisie     | 14         | 0          | 2     | 0     | 0      | 0      | 16     | 0      |
| 2014/15 | → Willem II        | Eredivisie     | 17         | 2          | 1     | 0     | 0      | 0      | 18     | 2      |
| 2014/15 | Jong FC Twente     | Eerste divisie | 1          | 0          | 0     | 0     | 0      | 0      | 1      | 0      |
| 2015/16 | FC Twente          | Eredivisie     | 24         | 6          | 1     | 0     | 0      | 0      | 25     | 6      |
| 2016/17 | SC Bastia          | Ligue 1        | 6          | 0          | 2     | 0     | 0      | 0      | 8      | 0      |
| 2016/17 | → Sparta Rotterdam | Eredivisie     | 13         | 0          | 1     | 0     | 0      | 0      | 14     | 0      |
| 2017/18 | Levski Sofia       | Parva Liga     | 16         | 0          | 5     | 1     | 5      | 1      | 26     | 2      |
| 2018/19 | Levski Sofia       | Parva Liga     | 25         | 8          | 1     | 1     | 3      | 1      | 29     | 10     |
| 2019/20 | Paphos FC          | A Divizion     | 11         | 3          | 2     | 0     | 0      | 0      | 13     | 3      |
| 2020/21 | Paphos FC          | A Divizion     | 17         | 1          | 0     | 0     | 0      | 0      | 17     | 1      |
| 2021/22 | Ionikos            | Super League   | 19         | 0          | 3     | 0     | 4      | 1      | 26     | 1      |
| 2022/23 | Ionikos            | Super League   | 6          | 0          | 1     | 0     | 0      | 0      | 7      | 0      |
| 2023/24 | PS Kalamata        | Super League 2 | 4          | 0          | 0     | 0     | 0      | 0      | 4      | 0      |
| 2024/25 | FC Volendam        | Eerste divisie | 2          | 0          | 0     | 0     | 0      | 0      | 2      | 0      |
| Totaal  | Totaal             | Totaal         | 223        | 28         | 24    | 2     | 17     | 3      | 264    | 33     |

Bijgewerkt tot 23 juni 2025.